# Obliczenia

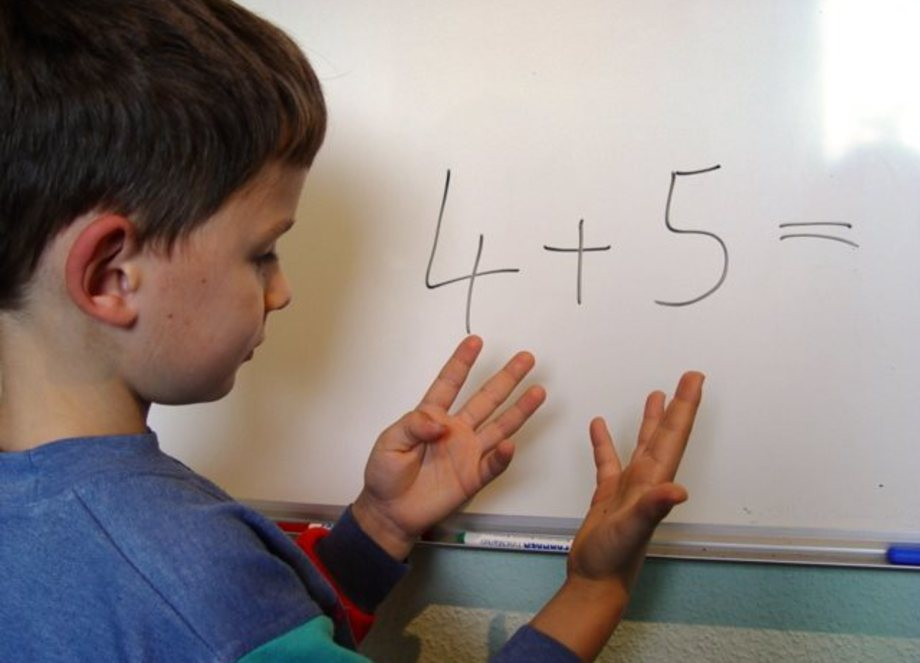
Chłopiec wykonujący dodawanie.

Obliczenia – proces przetwarzania danych wejściowych (zwykle liczbowych) w jeden lub większą liczbę wyników.
Obliczenia mogą być numeryczne, to znaczy bezpośrednio na liczbach, lub ich przybliżeniach albo symboliczne na symbolach matematycznych.